# 2005 au Nunavut
Chronologie du Nunavut
- 2001
- 2002
- 2003
- 2004
- 2005
- 2006
- 2007
- 2008
- 2009

Cette page concerne les événements survenus en 2005 dans le territoire canadien du Nunavut.

## Politique
- Premier ministre : Paul Okalik
- Commissaire : Peter Irniq (en) (jusqu'au 21 avril) puis Ann Meekitjuk Hanson (en)
- Législature : 2e législature (en)

## Événements
- 20 juillet : Adoption du mariage homosexuel (en) : le Nunavut légalise le mariage homosexuel.

## Décès

Osuitok Ipeelee (avant 1960).

- Osuitok Ipeelee (en), sculpteur.